# Kina (møntfod)
 For alternative betydninger, se Kina (flertydig). (Se også artikler, som begynder med Kina)
Kina er Papua Ny Guineas møntfod. Valutakoden er PGK. 1 kina opdeles i 100 toyah. Kina blev introduceret som møntfod den 19. maj 1975, hvor den sammen med australsk dollar udgjorde den officielle møntfod i Papua Ny Guinea indtil den 31. december 1975, hvor kun kinaen var officiel møntfod i landet.
| Artikelstump | Spire Denne artikel om penge eller valuta er en spire som bør udbygges. Du er velkommen til at hjælpe Wikipedia ved at udvide den. |